# Devin Nunes
Devin Gerald Nunes (Tulare, Califórnia, 1 de outubro de 1973) é um lusodescendente, filho de portugueses que emigraram dos Açores para a Califórnia, empresário e político norte-americano que actua como presidente do Conselho Consultivo de Inteligência do Presidente desde 20 de janeiro de 2025 e como diretor executivo do Trump Media & Technology Group (incluindo a sua rede social Truth Social). Antes de renunciar à Câmara dos Representantes dos Estados Unidos e ingressar no TMTG, Nunes foi primeiro o representante dos EUA pelo 21.º Distrito Congressional da Califórnia de 2003 a 2013, e depois pelo 22.º Distrito Congressional da Califórnia de 2013 a 2022.
Tem a Medalha da Liberdade da presidencia dos USA e é grandes-oficial da Ordem do Infante Dom Henrique.

## Ligações exteriores
- Chairman Devin Nunes Biography, House Permanent Select Committee on Intelligence 115th Congress
- Devin Nunes, Conversa Aberta, RTP Açores, 2004, Episódio 2